# Ann Kiyomura
Ann Kiyomura (San Mateo, 22 de Agosto de 1955) é uma ex-tenista profissional estadunidense.

## Grand Slam finass

### Duplas

#### Vitórias (1)
| Ano  | Campeonato | Parceira         | Oponentes                  | Placar        |
| 1975 | Wimbledon  | Kazuko Sawamatsu | Françoise Dürr Betty Stöve | 7–5, 1–6, 7–5 |

#### Vice (1)
| Ano  | Campeonato          | Parceira       | Oponentes                          | Placar   |
| 1980 | Aberto da Austrália | Candy Reynolds | Betsy Nagelsen Martina Navrátilová | 6–4, 6–4 |